# 8 Batalion Inżynieryjny
8 Batalion Inżynieryjny (ang. 8th Engineer Battalion) – batalion inżynieryjny armii Stanów Zjednoczonych, aktualnie w składzie 2 Pancernej Brygadowej Grupy Bojowej 1 Dywizji Kawalerii.

## Historia
8 batalion zorganizowany został 1 sierpnia 1916 jako kompania „A” 1 konnego batalionu inżynieryjnego w Vado de Fasiles w stanie Chihuahua w Meksyku, żołnierze pochodzili z 2 batalionu inżynieryjnego. 6 września 1916 została przeprowadzona pierwsza inspekcja nowo organizowanej jednostki przez generała Pershinga w Twin Windmills w Meksyku.
20 marca 1917 kompania „A” została przydzielona do 1 Dywizji Kawalerii (tymczasowej) w Camp Stewart w Teksasie pod dowództwem generała Ebena Swifta, tamże 21 maja 1917 zorganizowały się kompanie „B” i „C”.
29 lipca 1917 pododdziały zostały zreorganizowane i przeprojektowane w 8 batalion inżynieryjny (konny), który 27 listopada 1917 przydzielony został do 15 Dywizji Kawalerii.
12 maja 1918 batalion został zwolniony z przydziału do 15 Dywizji Kawalerii, a 27 lipca 1921 przydzielony został do tworzącej się 1 Dywizji Kawalerii, stanowiąc jej integralny element. 11 maja 1927 batalion opuścił Fort Bliss i koleją przeniesiony został do Fort McIntosh w Teksasie do miejsca docelowej dyslokacji.

## Struktura organizacyjna
Skład 2020
- kompania dowodzenia (HHC)
- kompania A
- kompania B
- kompania C
- kompania D
- kompania E dołączona do 15 BSB

## Odznaczenia
Medale i nagrody za udział w kampaniach
| Medal                                               | Wstęga | Inskrypcja na wstędze |
| --------------------------------------------------- | ------ | --- |
| Presidential Unit Citation – baretka wojsk lądowych |        | PLEIKU PROVINCE |
| Valorous Unit Award                                 |        | FISH HOOK |
| Meritorious Unit Commendation                       |        | PACIFIC THEATER FEB-JUN 1944 PACIFIC THEATER JUL-DEC 1944 VIETNAM 1965-1966 VIETNAM 1966-1967 VIETNAM 1967-1968 VIETNAM 1968-1969 SOUTHWEST ASIA 1990-1991 IRAQ 2004-2005 AFGHANISTAN 2011 |
| Philippines Presidential Unit Citation              |        | 17 OCTOBER 1944 TO 4 JULY 1945 |
| Republic of Korea Presidential Unit Citation        |        | WAEGWAN-TAEGU KOREA 1952-1953 |
| Krzyż Złoty Krzyża Męstwa (Grecja)                  |        | KOREA |
| Krzyż Waleczności z palmą (Rep. Wietnamu)           |        | VIETNAM 1965-1969 VIETNAM 1969-1970 VIETNAM 1970-1971 |
| Civil Actions Medal                                 |        | VIETNAM 1969-1970 |